# جورج أوزموند
جورج أوزموند (بالإنجليزية: George Osmond)‏ هو مبشر أمريكي، ولد في 13 أكتوبر 1917 في Etna, Wyoming ‏ في الولايات المتحدة، وتوفي في 6 نوفمبر 2007 في بروفو في الولايات المتحدة.

## وصلات خارجية
- جورج أوزموند على موقع IMDb (الإنجليزية)